# Siberia Orientale
La Siberia Orientale (in russo Восточная Сибирь? Vostočnaja Sibir') è la parte del territorio asiatico della Russia compreso tra il fiume Enisej, a ovest, fino alle creste spartiacque lungo l'Oceano Pacifico a est.

## Geografia
L'area del territorio è di 7,2 milioni di chilometri quadrati. La maggior parte è occupata, al centro, dalla taiga dell'altopiano Siberiano centrale; a nord, dal Bassopiano della Siberia settentrionale, arrivando fino alla penisola del Tajmyr; a sud-est è delimitata dalle catene montuose dei Monti Saiani Occidentali e Saiani Orientali e dalla regione del Transbajkal; a nord-est dal territorio della Jana e della Kolyma, e si estende fino alla penisola dei Ciukci. I territori settentrionali si trovano dentro i confini del circolo polare artico.
Nella Siberia Orientale sono compresi i seguenti soggetti federali: territorio di Krasnojarsk, oblast' di Irkutsk, territorio della Transbajkalia, le Repubbliche di Buriazia, Tuva, Sacha (Jacuzia) e Chakassia. La città più grande della Siberia Orientale è Krasnojarsk; altre grandi città sono: Irkutsk, Ulan-Udė, Čita, Jakutsk, Angarsk, Bratsk e Noril'sk. Ci sono tre fusi orari nella Siberia Orientale: l'ora di Krasnojarsk, l'ora di Irkutsk e l'ora di Jakutsk.

### Idrografia

#### Fiumi
Lo Enisej e la Lena sono i maggiori fiumi che solcano la regione. Seguono: Viljuj, Selenga, Angara, Aldan, Vitim, Kolyma, Indigirka, Jana, Tunguska Inferiore e Chatanga.

#### Laghi
I maggiori laghi sono il Bajkal, il lago Tajmyr, il lago Chantajskoe, il lago Lama, il lago Pjasino.

#### Mari
La Siberia Orientale è bagnata a nord dal mare di Kara, dal mare di Laptev e dal Mar della Siberia Orientale.

## Ambiente

### Aree naturali protette
Molte sono le riserve, i parchi naturali e nazionali, fra questi:
- Riserva naturale del Grande Artico
- Riserva di Barguzin
- Riserva naturale di Dauria
- Riserva della biosfera del bacino dell'Uvs Nuur
- Riserva naturale del Delta della Lena
- Parco nazionale Alchanaj
- Parco nazionale della Tunka
- Parco nazionale del Čikoj
- Parco naturale dei Pilastri della Lena
- Parco Ergaki

## Risorse
Circa la metà di tutte le risorse forestali in Russia sono concentrate nella Siberia orientale. La maggior parte delle riserve è costituita da conifere pregiate: larice, pino, abete rosso, pino siberiano, abete. La Siberia orientale corrisponde a un quarto del territorio della Federazione Russa; qui si concentra circa il 70% delle riserve di carbone della Russia. 
La regione è ricca di giacimenti di minerali: minerali di ferro, rame e nichel (Noril'sk) e bauxite (Saiani Orientali). L'oro si trova nell'antico giacimento di Bodajbo (oblast' di Irkutsk), nella depressione di Minusinsk, nei giacimenti nella Transbajkalia, nella miniera di Olimpiada (una delle più grandi del mondo) e in altri giacimenti sempre nel territorio di Krasnojarsk. Dove viene anche estratta una quantità significativa del petrolio russo. La Siberia orientale è ricca di minerali non metallici: mica, grafite, longarone di Islanda, materiali da costruzione e sali. C'è un grande giacimento di diamanti al confine tra il territorio di Krasnojarsk e la Jacuzia.